# Кременчуцька вулиця (Москва)
Кременчу́цька ву́лиця (назву присвоєно в 1963 році) — вулиця в Західному адміністративному окрузі Москви на території району «Філі-Давидково». Проходить між Кутузовським проспектом та Аміньєвским шосе. Перетинається з вулицями Артамонова, Ініціативна, Давидковська, Слов'янський бульвар.

## Походженняе назви
Названа в 1963 р. на честь міста Кременчук.

## Транспорт
По вулиці проходять маршрути автобусів № 77, 104, 641, 732.

### Найближчі станції метро
- «Кунцевська»
- «Слов'янський бульвар»